# 統葉護可汗
統葉護可汗（Ton yabγu qaγan、漢音：とうようこかがん、拼音：Tŏngyèhù kĕhàn、? - 628年）は、西突厥の可汗。射匱可汗の弟。統葉護可汗（トン・ヤブグ・カガン）というのは称号で、姓は阿史那氏、名は不明。

## 生涯

### 中国史書による記述
618年、射匱可汗が亡くなると、弟の統葉護（トン・ヤブグ）が立って大可汗となる。統葉護可汗は智謀があり、武勇に優れ、遂に北の鉄勒を併合し、西の波斯（サーサーン朝）を拒み、南の罽賓（けいひん）と境を接するまでになり、西域に覇を唱えた。西域の諸国王は頡利発（イリテベル：官名）の官位を授かり、統葉護可汗は吐屯（トゥドゥン：官名）1人を派遣して統括させ、その征賦を監督した。旧烏孫の地に拠り、可汗庭（首都）を石国（チャーシュ：現タシュケント）の北の千泉（ビルキー birkī：現ジャンブール州メルキ）に移した。
武徳2年（619年）2月、聊城で竇建徳が宇文化及を攻めて、これを斬り、その首は突厥の義成公主のもとへ送られた。7月、統葉護可汗と高昌はともに唐に遣使を送って朝貢した。
武徳3年（620年）3月、ふたたび統葉護可汗と高昌王の麴伯雅は唐に遣使を送って朝貢し、突厥は條支の巨鳥（巨卵）・獅子の革を貢納した。
武徳5年（622年）春、東突厥が飢餓に遭って弱っていることを聞いた唐は、統葉護可汗と共に東突厥を討った。その年の冬、統葉護可汗は東可汗の頡利可汗（イリグ・カガン）と和睦した。
武徳9年（626年）、統葉護可汗は唐に遣使を送って請婚した。高祖はこれを許可し、高平王李道立を西突厥に派遣して返事を伝えた。すると統葉護可汗は大喜びし、翌年の貞観元年（627年）、また使者の真珠統俟斤（インチュ・トン・イルキン）を遣わして、万釘宝鈿金帯・馬五千匹を献上した。しかし、東突厥が毎年唐の辺境を侵すので、唐～西突厥間の道が遮断され、結婚は果たされなかった。
時に統葉護可汗は自国が強盛であるのを自負し、支配下の国に恩がなく、部衆は怨みを抱き始め、遂に葛邏禄（カルルク）種の多くがこれに離反した。そうした中、貞観2年（628年）、統葉護可汗は伯父（諸父）の莫賀咄（バガテュル）に殺され、可汗位を簒奪されてしまう。太宗は統葉護可汗の死を聞き、甚だこれを追悼した。

### アルメニア史料による記述
以下の記録は、共に東ローマ帝国側の歴史家（西洋史）であるセベオスとモヴセス・カガンカトヴァツィによる。
当時、アルメニアはen:Marzpanate Armenia期と呼ばれ、東ローマ帝国とサーサーン朝の支配下に分断されていた。
アルメニアの歴史家セベオスの伝えるところによれば、サーサーン朝が東ローマ帝国と戦争になると619年に30年ぶりに西突厥が大ホラサーン(en)のトゥースに攻めこみ第二次ペルソ・テュルク戦争がおこった。初戦で撃退された西突厥軍は援軍を要請し、可汗は30万の援軍を送った。Datoyan王子の守るトゥース要塞を落し、エスファハーンまで進軍して撤退を開始した。バグラトゥニー朝のSmbatは、東ペルシアで兵を集め、撤退途中の西突厥軍の指揮官を殺した。その結果、西突厥軍の統制が失われ、バグラトゥニー軍からさらに大損害を被った。
アルメニアの歴史家モヴセス・カガンカトヴァツィによれば、東ローマ・サーサーン戦争 (602年-628年)への介入戦争である第三次ペルソ・テュルク戦争 (627年-629年)において南コーカサスのデルベントを包囲した。次いで東ローマ帝国とハザールの連合軍はトビリシを陥落させた。裏で行なわれていたニネヴェの戦い (627年)が中東の軍事バランスを変えたことによってイスラーム教徒のペルシア征服 (633年-644年)が成功した。

## 子
- 肆葉護可汗

## 参考資料
- 『旧唐書』（本紀第一、列伝第百四十四下）
- 『新唐書』（列伝百四十下 突厥下）
- 佐口透・山田信夫・護雅夫訳注『騎馬民族誌２正史北狄伝』（1972年、平凡社）
- 内藤みどり『西突厥史の研究』（1988年、早稲田大学出版部、ISBN 4657882155）